# Ospreys Rugby
Ospreys Rugby és un equip professional de rugbi a 15 gal·lès, amb base al comtat de Glamorgan, que participa en la Magners League. El club disputa els seus partits a la ciutat de Swansea, a l'estadi Liberty Stadium.

## Palmarès
- Magners League :
  - Campió: 2005, 2007 i 2010 (3)

## Jugadors emblemàtics
- Shane Williams
- Ryan Jones
- Tommy Bowe
- Lee Byrne
- Adam Jones
- Mike Philips
- James Hook